# Lukian
Lu'kian (græsk: Λουκιανός, latin: Lūciānus) var en græsk satirisk forfatter, født omkr. 120 i Samosata ved Eufrat i den romerske provins Syria (nutidens Samsat i det sydøstlige Tyrkiet; men byens antikke bosætning er sat under vand af Atatürk-dæmningen). Lukian døde omkr. 180, sandsynligvis i Alexandria.

## Biografi
Hans modersmål har været aramæisk, men han skrev på græsk og boede i Romerriget. Han fik en retorisk uddannelse, formentlig i Jonien på Lilleasiens vestkyst. Frem til 40-årsalderen rejste han omkring i Gallien, Grækenland og Italien som sofist med foredrag. Senere gik han over til skribentvirksomhed, hvor han sørgede for at spotte alt og alle, både pedanter og pseudofilosoffer og falske profeter. Ikke mindst tog han fat på tidens overtro.
Lukians værker har inspireret mange senere forfattere, deriblandt Ludvig Holberg. Lukians satiriske rejseromaner Menippos og Sande Historie genspejles i Jonathan Swifts Gulliver's travels, Holbergs Niels Klims underjordiske Rejse og Erik Pontoppidan den yngres Menoza, en asiatisk Prinds, der drog Verden omkring og søgte Christne, særdeles i Indien, Spanien, Italien, Frankrige, Holland, England, Tydskland og Danmark, men fandt kun lidet af, hvad han søgte.
Der er overleveret ca. 80 værker under Lukians navn, hvoraf omkring 70 regnes som ægte. Det drejer sig især om satiriske dialoger, f.eks. Gudesamtalerne og Hetæresamtalerne.
Blandt hans bevarede tekster kendes Alexander eller Den løgnagtige spåmand, der fortæller om Lukians afsløring af antikkens største kvaksalver. I Om Peregrinos endeligt berettes om en vismand, der brænder sig selv til døde. Demonax’ liv er en samling fyndord og fornærmelser tillagt en kynisk filosof. I Nigrinus sammenlignes livet i Athen med livet i Rom, og Falaris er en tale tillagt en konge, som vil skænke en noget speciel gave til templet i Delfi. Timon eller Misantropen handler om en mand, som hævner sig på dem, der har ruineret ham. En hyldest til fluen forklarer, hvorfor et insekt kan være et moralsk forbillede.
Romanen Æslet var også i lang tid tillagt Lukian, men anses i dag ikke længere for hans, hvorfor dens forfatter kaldes "Pseudo-Lukian". Romanen er baseret på den tabte roman Lukios' Metamorfoser, der også er forlæg for Apulejus fra Madauras Det gyldne Æsel.
Den ældste version af beretningen om Troldmandens lærling findes hos Lukian, hvor troldmanden er en egyptisk magiker ved navn Pankrates. I 1789 udgav en ven af Goethe, Christoph Martin Wieland, den første fuldstændige, tyske oversættelse af Lukians værker, iberegnet Philopseudes (Løgneren). Historien om troldmandens lærling inspirerede Goethe til digtet Der Zauberlehrling, som igen inspirerede et musikstykke af Paul Dukas, som Walt Disney tog med i sin film Fantasia, hvor Mickey Mouse er lærlingen.

## Opfinder af to litterære genrer - komisk dialog ogscience fiction
På Lukians tid var det populært at trække ældre litterære genrer frem i lyset, såsom Herodots historieskrivning og Platons dialoger. Lukians bidrag til denne type renæssance var at give Platons dialoger en komisk vinkel. Derved opfandt han den komiske dialog, der senere blev benyttet af blandt andre Erasmus af Rotterdam og Oscar Wilde. Lukians værker blev oversat af Erasmus og Thomas More, hvad der inspirerede disse to til at bringe ironien ind i litteraturen som virkemiddel. Lukian blev populær læsning i 1500-tallet, selv om Luther, der ikke kendte særligt til ham, afskrev ham som ateist (og nok også fordi Erasmus satte pris på ham). Den fromme katolik Thomas More værdsatte Lukians vid og satire.
Et af hans værker bærer titlen En sandfærdig historie og er en parodi på nogle underlige historier fortalt af Homer i Odysseen, samt nogle fantasier, der var i omløb i hans samtid. Lukian foregriber her nyere fiktive emner som rejser til månen og Venus, og krig mellem planeterne - århundreder forud for Jules Verne og H. G. Wells. Lukian har således også æren af at være verdens tidligste science fiction-forfatter; dog gør han intet forsøg på nogen videnskabelig forklaring på sine flyvende skibe.

## Omtale af kristne
I sin novelle Peregrinos endeligt giver Lukian en af de tidligste beskrivelser, vi har af en kristen menighed set udefra: "De arme stakler indbilder sig, at de vil blive udødelige og leve evigt ved at tilbede denne korsfæstede sofist og leve under hans love. Derfor ringeagter de ting af denne verden, og betragter dem som fælles ejendom. De får overleveret disse læresetninger gennem tradition, uden noget afgørende bevis. Hvis en svindler kommer ind blandt dem, skaffer han sig derfor hurtigt rigdom ved at føre disse enkle mennesker bag lyset."
"Peregrinus erfarede de kristnes bemærkelsesværdige visdom ved at lære deres præster og skrivere i Palæstina at kende. Naturligvis fik han dem i løbet af kort tid til at se ud som børn, med sig selv som profet og lederskikkelse." Peregrinus skal have tolket de kristnes bøger for dem, og selv have skrevet nye. Interessant nok omtaler Lukian ikke Jesus ved navn, men som en sofist, hvad Lukian også selv var.
I en parodi over mysteriereligioner skriver Lukian: "Hvis nogen ateist eller kristen eller epikureer er kommet som spion til denne festival, burde han flygte herfra."